# Kamyki sterczowe
Kamyki sterczowe, ciałka amyloidowe (łac. concretiones prostatica, corpora amylacea) – złogi zagęszczonej wydzieliny w świetle gruczołów cewkowo-pęcherzykowych gruczołu krokowego. W ich skład wchodzą glikoproteiny i siarczan keratanu, często także sole wapnia. Mają kształt kulisty, ich przekrój ukazuje budowę koncentryczną. Osiągają średnicę do 2 mm. Liczba kamyków może zwiększać się w miarę starzenia się mężczyzny.